# Parabuthus transvaalicus
Parabuthus transvaalicus, auch Südafrikanischer Dickschwanzskorpion genannt, ist einer der größten Skorpione der artenreichen Familie Buthidae und erreicht eine Körperlänge von 12 bis 16 Zentimetern (einschließlich Schwanz). Das Artepitheton transvaalicus bezieht sich auf sein Verbreitungsgebiet im südlichen Afrika.

## Etymologie

### Zoologischer Name
Erstmals wurde Parabuthus transvaalicus 1899 von William Frederick Purcell als eine von heute 33 bekannten Arten der Gattung Parabuthus beschrieben. Purcell (1866–1919) war ein aus England stammender südafrikanischer Zoologe, der sich als Pionier in der Erforschung der Spinnentiere einen Namen machte. Er beschrieb zahlreiche Skorpion- und Spinnenarten – darunter auch Gattungen wie Harpactirella. Das Artepitheton leitete Purcell von der Bezeichnung Transvaal-Republik für das Gebiet der damaligen Südafrikanischen Republik und heutigen südafrikanischen Provinz Transvaal ab. In diesem Gebiet (Terra typica) wurde die Art offensichtlich auch erstmals durch Purcell aufgefunden.

### Deutscher Name
Die deutsche Bezeichnung „Südafrikanischer Dickschwanzskorpion“ findet im allgemeinen Sprachgebrauch seltener Verwendung; bevorzugt wird der wissenschaftliche Name. Der Trivialname Dickschwanzskorpion (engl. fattail scorpion) wird vornehmlich für Arten der Gattung Androctonus verwendet, welche einheitlich einen dicken Hinterleib aufweisen.
Er weist jedoch auch bei Parabuthus transvaalicus auf sein verhältnismäßig breites, fünfsegmentiges Metasoma (Schwanzpart) mit dem (für die Familie Buthidae) ungewöhnlich dicken Telson (mit großer Giftdrüse) hin. Dieser breite Körperbau tritt bei den Männchen aufgrund der geringeren Größe noch stärker in Erscheinung, da das Verhältnis zwischen Scherenhänden und Schwanz stärker variiert.

## Beschreibung

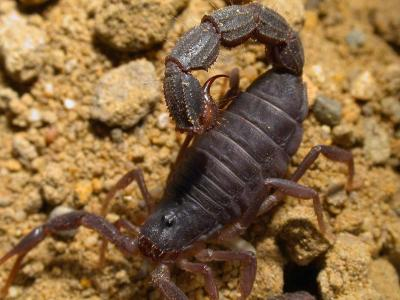
Die Pedipalpen von Parabuthus transvaalicus sind im Vergleich zum Metasoma sehr dünn.

Die Weibchen sind mit einer durchschnittlichen Größe von zehn bis zwölf Zentimetern kräftiger gebaut als die Männchen, die oft nur sieben bis zehn Zentimeter erreichen. Maximal erreicht Parabuthus transvaalicus eine Gesamtlänge von 16 Zentimetern und ist damit nach Parabuthus villosus die zweitgrößte Art der Gattung. Unabhängig vom Geschlecht ist der Skorpion einheitlich kastanienbraun bis schwarzgrau gefärbt. Im Schwanzbereich (Metasoma) befindet sich eine längere, rotbraun- bis schwarzfarbene Kammbehaarung, die rosa schimmernde Pluralhaut sowie eine starke Körnung auf der Oberfläche der Chitinpanzerung. Diese auffälligen Unebenheiten in einzelnen Schwanzsegmenten führen als Kiele in Reihen bis zum Telson hinauf. Schwanzbereich und Telson sind ungefähr gleich dick und schwarzgrau bis rotbraun gefärbt. Die am Mesosoma (Mittelbereich) ansetzenden Laufbeine und die am Prosoma (Vorderbereich) anliegenden Scherenhände (Pedipalpen) sind hingegen oftmals heller bernsteinbräunlich gefärbt.
Neben dem Größenunterschied macht sich ein Sexualdimorphismus, wie bei allen Vertretern der Familie Buthidae, beim Männchen in längeren Kammorganen (Pecten) und Kammzähnen auf der Unterseite (Tastorgane) bemerkbar. Die Verbindungsstücke zwischen den Kammorganen, so genannte Basalglieder, sind hingegen kleiner beziehungsweise verkürzt. Beim Männchen wurden in der Regel 37 bis 42 Kammzähne gezählt; das Weibchen weist nur zwischen 33 und 36 auf. Zudem besitzen männliche Tiere meistens kürzere, dafür aber dickere, abgerundete Scherenhände. Eine Geschlechtsbestimmung von Parabuthus transvaalicus kann für gewöhnlich schon im zweiten Instar anhand einer Zählung der Kammzähne vorgenommen werden. Die vollständige Differenzierung der Geschlechter wird aber erst im adulten Stadium erreicht.

Übersichtskarte Südafrika

## Verbreitung
Parabuthus transvaalicus hat sein Verbreitungszentrum im südlichen Afrika. Bisher ist sein Vorkommen in Südafrika, Botswana, Mosambik und Simbabwe nachgewiesen. Besonders häufig findet sich der Skorpion offenbar in Südafrika zwischen Kapstadt und Pretoria, in den ehemaligen Transvaalregionen (transvaalicus) sowie im Bereich des Kaplandes. Dort leben auch die verwandten Arten Parabuthus capensis und Parabuthus granulatus.

## Lebensraum
Parabuthus transvaalicus lebt vorwiegend in subtropischen Trockenklimaten, insbesondere in Halbwüsten, Buschland und Steppenregionen, die eine schüttere Vegetation aufweisen. Seine Habitate unterliegen in der Regel einer starken Temperaturschwankung zwischen Tag und Nacht. Innerhalb seines Lebensraumes ist der Südafrikanische Dickschwanzskorpion relativ häufig unter verwitterndem Holz, Wurzeln oder Geröll anzutreffen.
Die Lebensräume von Parabuthus transvaalicus machen aufgrund des Feuchtigkeitsmangels eine landwirtschaftliche Nutzung für gewöhnlich so gut wie unmöglich. Daher tritt der Skorpion auch meist nur in Gebieten mit geringer Besiedlung auf und kommt so nur selten in Kontakt mit Menschen. Nur in vereinzelten Fällen dringt die Art bis in bewohntes Gebiet und in Häuser vor.

## Lebensweise
Parabuthus transvaalicus gehört zu den grabenden Skorpionarten und legt über Nacht längere Gänge im Sandboden an. Während der heißesten Tageszeit verbleibt er in solchen Höhlen oder unter Steinen im Schatten und ist somit, bei Vermeidung von Hitzestarre am Tag, nachtaktiv. Im Gegensatz zu den Männchen, welche erst bei abendlicher Dämmerung ihr Quartier verlassen, sind die Weibchen auch am Tag aktiv.
Der Südafrikanische Dickschwanzskorpion ernährt sich von Insekten und kleineren Säugetieren, die er zuvor mit der Übertragung von Gift durch einen Stich paralysiert oder tötet. Im Falle von Nahrungsknappheit kommt es häufig zu Kannibalismus, wobei Weibchen oftmals die körperlich unterlegenen männlichen Tiere fressen. Bei Störung geht Parabuthus transvaalicus in die für Skorpione typische Drohhaltung über und zögert nicht zuzustechen.
Bei Parabuthus transvaalicus handelt es sich um einen solitär lebenden Skorpion, der nur zur Paarung einen Geschlechtspartner sucht. Gegen Artgenossen verteidigt er sein Revier aggressiv, so dass nur bei einem ausreichenden Nahrungsangebot ein Zusammenleben gleichgeschlechtlicher Tiere beobachten werden kann.

## Fortpflanzung und Entwicklung

### Paarungsverhalten

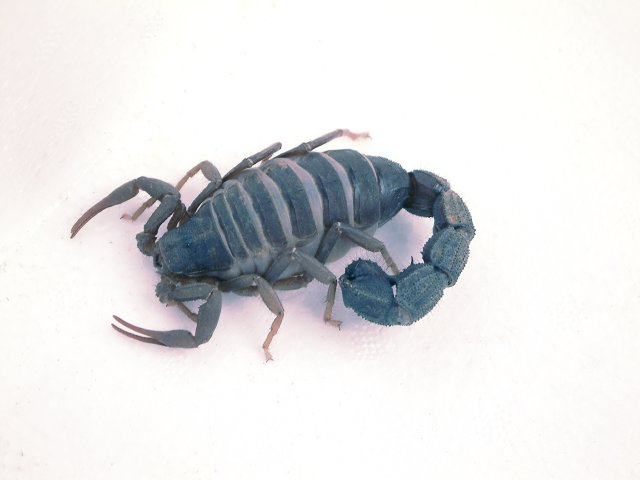
Trächtiges Weibchen

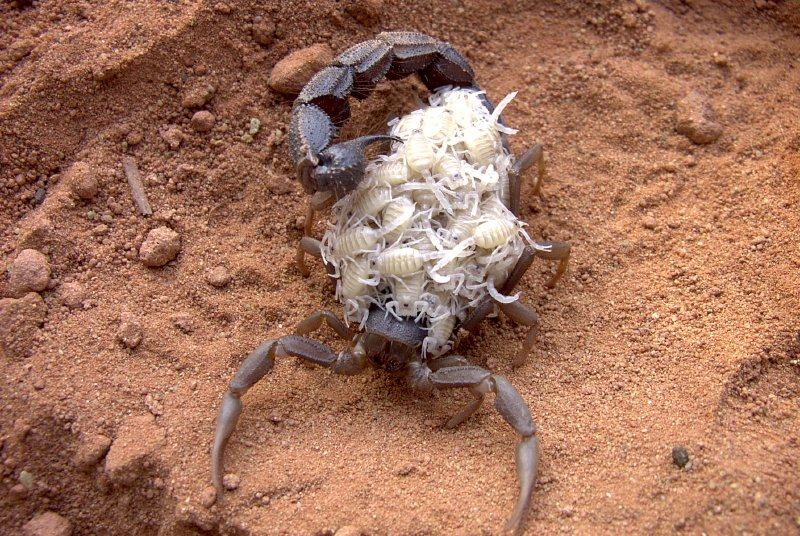
Weibchen mit juvenilen Tieren auf dem Rücken.

Das Paarungsverhalten von Parabuthus transvaalicus gleicht dem von anderen Skorpionen und findet in Form eines Paarungstanzes statt. Das Männchen verlässt dazu sein Versteck und folgt der Pheromon-Duftspur eines Weibchens. Sobald das Männchen seine Partnerin gefunden hat, beginnt es am Metasoma und den Pedipalpen zu zittern und packt das Weibchen an den Scherenhänden. Der darauf folgende „Hochzeitstanz“, bei dem sich die Tiere vor, zurück und im Kreis bewegen, kann einige Minuten oder auch bis zu zwei Stunden dauern. Dabei sucht das Männchen mit den Kammorganen nach einem geeigneten Ablageplatz für die zirka 12 Millimeter große, bräunlich wirkende Spermatophore. Nachdem das Weibchen über den Ablageplatz geführt wurde und den Spermabehälter aufgenommen hat, erfolgt eine plötzliche Trennung der Partner. Der Verzehr des Männchens durch das Weibchen, wie es bei einigen Skorpionarten nach der Paarung üblich ist, ereignet sich bei dieser Art in der Regel nicht. Ein Individuum kann sich somit in seinem Leben mehrmals verpaaren.

### Entwicklung
Nach einer Tragzeit von acht bis zwölf Monaten, in der die Mutter viel Nahrung benötigt, werden zwischen 20 und 100 Jungtiere lebend geboren (Viviparie). In natürlicher Umgebung ist die Anzahl der Geburten durch äußere Faktoren, wie Bedrohung oder Stress, auf durchschnittlich 32 Jungtiere reduziert. Bei Haltung im Terrarium entwickeln sich häufig zwischen 60 und 100 weiße Nymphen.
Nachdem die Jungen auf den Rücken der Mutter geklettert sind, verbleiben sie drei bis vier Tage dort. Nach ihrer anschließenden, ersten Häutung vergehen weitere drei bis vier Tage auf dem Rücken des Weibchens, in denen der Chitinpanzer aushärtet. Nun sind sie in der Lage, auf Nahrungssuche zu gehen, wobei jedoch nur verhältnismäßig kleine Beutetiere erbeutet werden können. Bei Nahrungsknappheit kommt es sehr oft zu Kannibalismus unter den Jungtieren. Nach einem Jahr erfolgt die letzte Häutung und die Tiere erreichen die Geschlechtsreife. Dies kann sich, abhängig vom Nahrungsangebot und der Umgebungstemperatur, allerdings auch auf zwei Jahre herauszögern.

## Gift vonParabuthus transvaalicus
Parabuthus transvaalicus zählt zu den giftigsten Skorpionen Afrikas, wobei die Gefährlichkeit seines Giftes nicht in der Stärke, sondern in der Menge liegt. Er kann aufgrund seiner außergewöhnlich großen Giftblase in kurzer Zeit sehr viel davon abgeben und auch schnell reproduzieren. So wurden bis zu 14 Milligramm Trockengewicht des Toxins bei einer Dosis gewonnen. Aufgrund der großen Quantität an Gift ist der Südafrikanische Dickschwanzskorpion als humanpathogene Art einerseits und stechfreudige sowie wehrhafte Art andererseits einzustufen, so dass ein vorsichtiger Umgang mit den Tieren gewährleistet sein muss.
Parabuthus transvaalicus besitzt die Fähigkeit, die Zusammensetzung seines Giftes aktiv zu regulieren. Das so genannte Prevenom wird ausschließlich bei geringer Reizung, beispielsweise durch ein kleineres Beutetier, mit paralysierender Wirkung eingesetzt. Darin enthaltene Proteine wie Birtoxin, Dortoxin, Bestoxin und Altitoxin, die eine Herzmuskellähmung hervorrufen, liegen nur in geringer Konzentration vor. Auch während der Paarung wird ein solches, transparent aussehendes Sekundärgift eingesetzt, wobei das Männchen das Weibchen sticht, um es vermutlich ruhigzustellen.
Als Verteidigung gegen größere Wirbeltiere wird das milchig-weiße, stärkere Gift injiziert. Dieses setzt sich vorwiegend aus Neurotoxinen, wie Acetylcholin oder Sympathomimetika, wie endogenen Katecholaminen, zusammen. Des Weiteren wurde eine für die Art spezifische Substanz namens Kurtoxin isoliert. Der Stich kann, auch beim Menschen, starke Schmerzen sowie eine kardiale und zentralnervöse Symptomatik nach sich ziehen. Bei einer subkutanen Verabreichung des Toxins an Mäuse beträgt die gemessene Letale Dosis (LD50-Wert) 4,25 Milligramm Gift pro Kilogramm Körpergewicht.
Vor allem für Kinder und ältere Menschen, aber auch für Erwachsene ist das Gift unter Umständen sogar lebensbedrohlich. Die bisher bekannten Todesfälle wurden hauptsächlich durch ein Versagen der Atmung ausgelöst. Zudem ist der Skorpion in der Lage, sein Gift über einen Meter zu versprühen (engl. spitting scorpion), womit auch die Augen bedroht sind. Er kann es über sein muskulöses Telson und den Stachel förmlich nach außen spritzen.
Sollte es zu Stichunfällen kommen, ist sofort ein Arzt bzw. eine Klinik aufzusuchen und dabei die Beschreibung oder der Name des Skorpions bereitzuhalten. Bei Schmerzen kann die Infiltration eines Lokalanästhetikums erfolgen. Patienten mit Atemstörungen müssen intubiert und beatmet werden, wonach sich weitere Maßnahmen je nach Symptomatik ergeben. Es gibt zwar bereits ein Antidot, dessen Wirkung ist jedoch umstritten und sollte nur mit Empfehlung eines Giftinformationszentrums gegeben werden. Ebenfalls sollte die Gabe von Morphin, Pethidin, Barbituraten, Calciumpräparaten, Kortikoiden und Atropin nach Angaben der Literatur vermieden werden.

## Systematik
In der Gattung Parabuthus wurden bis heute neben dem Südafrikanischen Dickschwanzskorpion weitere 32 Arten sowie 17 Unterarten beschrieben. Für Parabuthus transvaalicus sind bisher keine Unterarten bekannt. Er zeigt jedoch eine auffallende, äußerliche Ähnlichkeit mit seiner Schwesterart Parabuthus villosus. Beide gemeinsam stehen nach heutigem Kenntnisstand Parabuthus schlechteri und Parabuthus raudus gegenüber. Die vier Arten zusammen werden dabei wiederum Parabuthus kraepelini gegenübergestellt. Auf geozoologischer Ebene lebt die Schwesterart Parabuthus villosus in näherer Umgebung zu Parabuthus transvaalicus. Sie ist aber, außer in Südafrika, auch in Namibia und Angola beheimatet.
Eine exakte phylogenetische Einordnung von Parabuthus transvaalicus wird hier aufgezeigt.